# 小野寺梨紗
小野寺 梨紗（おのでら りさ、1997年1月25日 - ）は、日本のAV女優、ストリッパー。
MMR合同（マインズグループ）所属。

## 略歴・人物
2015年11月、アダルトビデオメーカー・エスワンの専属女優としてデビュー。
特技は日本舞踊。
2016年5月21日、浅草ロック座でストリップデビュー。

## 出演作品

### アダルトDVD
2015年
- 新人 NO.1 STYLE 小野寺梨紗 AVデビュー（11月7日、エスワン）
- 小野寺梨紗、イキます。初体験4本番（12月7日、エスワン）

2016年
- 交わる体液、濃密セックス（1月7日、エスワン）
- おま○こ、くぱぁ。（2月7日、エスワン）
- 犯された女子校生 〜媚薬で洗脳された優等生〜（3月7日、エスワン）
- 小野寺梨紗とノーパンノーブラデート（4月7日、エスワン）
- JKお散歩（5月7日、エスワン）
- 1ヶ月間セックスもオナニーも禁止されムラムラ全開でアドレナリン爆発!痙攣しまくり性欲剥き出し4本番（6月7日、エスワン）
- 真正中出し解禁（7月25日、本中）
- 最初で最高の初アナル解禁（8月19日、エムズビデオグループ）
- 身動き取れない状態で寸止め絶頂管理! 即ズボ激イキ中出し痙攣FUCK（8月19日、乱丸）
- わたし、ドMなんです。明るく清純そうに見えるカノジョはとんでもない変態ちゃんだった…（8月25日、えむっ娘ラボ）
- 小野寺梨紗 エスワン全タイトルコンプリート BEST 7時間47分（9月7日、エスワン）※総集編
- 悶絶腰砕け アナル拷問（9月13日、MOODYZ）
- ごっくん・中出し・アナル・強制レズ輪姦 －2016毒針連合2周年スペシャル企画－（10月25日、エムズビデオグループ）共演:佐々木あき、椎名そら、あおいれな、花咲いあん、さくらみゆき
- 足ピ→ンイキ! そけい部リンパマッサージ（11月13日、MOODYZ）他出演:南まゆ、麻里梨夏
- そこのお姉さん! ボクらと男気野球拳しませんか!! ただの野球拳…ではなくパンイチ姿からスタートする賞金をかけた真剣勝負! 第3弾 裸一貫で羞恥に晒された素人娘に賞金とチ○ポをチラつかせセックス交渉! ハメを外しすぎて中出しOK!?（12月1日、ナンパJAPAN）※「まり」名義　他出演:ななみ、もえ、はな
- 美少女即ハメ白書 55（12月23日、S-Cute）他出演:小谷みのり、浜崎いちか、成沢遥香

2017年
- ぶっかけ中出しアナルFUCK!（1月19日、MOODYZ）
- モニタリング 男女の友情は成立するという女子×親友 誘惑ミッションを襲われずにクリア出来たら100万円! 友達だと思っていた子の女の顔を見たとき親友は野獣に代わってしまうのか?（1月19日、SODクリエイト）※「かおり」名義　他出演:りな、ゆみこ、みさ
- 射精我慢! 一流AV女優達による魅惑の凄技に我慢できたらご褒美SEX!! 夢の特訓場 おチ○ポ強化虎の穴 一流女優10名出演 8SEX 16発射!（2月2日、SODクリエイト）他出演:なごみ、篠田ゆう、佳苗るか、本田岬、桜ちなみ、橘咲良、水澤りこ、上原花恋、平川莉沙
- 付き合いたての彼女が変態過ぎておれの想像を超えたプレイをせがんでくる（2月13日、MOODYZ）
- 3穴触手喉奥・膣奥・直腸を犯された美女（2月13日、ワンズファクトリー）
- マジックミラー号の撮影中に出会った女子大生の家について行ったら女子寮だった!? むっつりスケベな寮生を数珠つなぎナンパで大量確保!! 5人中4人SEX大成功スペシャル!!（2月16日、SODクリエイト）※「あおい」名義　他出演:ゆうか、みう、みき ほか
- 速報 好みの女が居たらその場でセックスできる挿れてんチョ法案が可決された! 男が女を見て欲情した時に「お前に挿れたい」と宣言したら女はその場で「挿れてんチョ」と言って股を開かなければいけない!!（2月16日、サディスティックヴィレッジ）他出演:美咲かんな、南まゆ
- 美しいけれど裕福ではない万引き若奥様を捕まえて事務所の汚い床に這いつくばらせて土下座レ●プ 旦那が謝りに来ても許さず目の前でナマ中出し!（2月16日、サディスティックヴィレッジ）※「田村リサ」名義　他出演:斉藤美咲、真弓愛
- パンチラ胸チラの見せつけで強制フル勃起させられちゃった!（2月25日、MOODYZ）共演:水野朝陽、跡美しゅり
- 美人キャスター 肛虐輪姦（2月25日、アタッカーズ）
- 俺にどっちが従順なメイドかアナル・中出し・ごっくんで奉仕して証明しろ。（3月13日、MOODYZ）共演:三原ほのか
- 人妻ナンパ自宅中出し×PRESTIGE PREMIUM 欲求不満な人妻5名 in 杉並・池袋・新宿 02（4月7日、プレステージ）他出演:上原志織、清城ゆき、美月恋、満嶋陽子
- マジックミラー号 「童貞くんのオナニーのお手伝いしてくれませんか…」 街中で声を掛けた心優しい新卒社会人OLが童貞くんを赤面筆おろし! 8（4月20日、SODクリエイト）※「ともか」名義　他出演:いずみ、ゆみ、みなこ
- 【証言】やっとの思いで会社で一番の美人と結婚しましたが、同僚の男たちに会社内で寝取られました。（4月20日、アキノリ）他出演:河北はるな、二宮和香
- ナンパTV×PRESTIGE PREMIUM 10（4月28日、プレステージ）他出演:倉多まお、清本玲奈、美月恋、琴音ありさ、あやね遥菜、江上しほ、星乃ゆづき、玉木なるみ
- 無理矢理犯した妹のマ○コが気持ちよすぎて中出ししてもピストンをやめなかったら愛液と精子で泡立ちマン汁垂れ流し（5月3日、ナチュラルハイ）他出演:七海ゆあ、水嶋アリス
- 宙に浮くほどイキ跳ねる「エビ反り薬漬けエステ」 9 SP 美人キャビンアテンダントが涎を垂らし狂乱化!!（6月1日、ナチュラルハイ）他出演:心花ゆら、花咲いあん、二宮和香
- 募集ちゃんTV×PRESTIGE PREMIUM 35（6月2日、プレステージ）※「さな」名義　他出演:ともみ、りりこ、あい
- 完全初撮り素人（6月9日、S級素人）※「Rさん」名義
- 再婚相手の連れ子が無防備な女子○生で同居初日に理性崩壊!酷すぎる生中出し（6月10日、ブリット）他出演:秋吉花音、成海あすか、香山亜衣
- Anal Device Bondage VI 鉄拘束アナル拷問（7月6日、グローリークエスト）
- 募集ちゃんTV×PRESTIGE PREMIUM 37（7月7日、プレステージ）※「さな」名義　他出演:アヤ、みき、しずか
- 白目痙攣 引き裂きアナル拷姦（7月19日、ヴィ）
- みんなが出るAV フライト終わりの現役CAと中出し集団乱交パーティー 射精無制限!42発真正中出し(※素人男性19名参加)（7月20日、SODクリエイト）共演:黒瀬萌衣、なつめ愛莉、若菜奈央
- 完璧な性奴隷 13（7月21日、MAD）共演:篠崎みお
- 扇風機で涼むTバックのパンチラ女子に発情した俺 2（8月1日、アキノリ）他出演:五十嵐星蘭、諸星エミリー
- 空前絶後のモノ凄いWフェラ（8月1日、MARRION）共演:春原未来
- スチュワーデスin… (脅迫スイートルーム)（8月4日、ドリームチケット）
- オトナ可愛い女子とのSEXが気持ちいい理由（8月13日、S-Cute）他出演:白咲ゆず、輝月あんり、加藤みゆ紀、明海こう、紗々原ゆり
- 朝から晩まで中出しセックス 28（8月24日、アイエナジー）
- えっちな女子校生の自画撮りぐちゅぐちゅ連続絶頂指オナニー（8月24日、アイエナジー）他出演:心花ゆら、さくらみゆき、明海こう ほか
- 拘束されて身動き取れない女とやっちゃった俺（8月24日、アキノリ）他出演:諸星エミリー、心花ゆら
- 素人女子大生限定! パンティ素股でカチカチち●ぽがアソコに擦れて赤面発情! 生で擦り合わせて、結局つるんっと入って生中出し!! AV OPEN編（9月1日、S級素人）他出演:苑田あゆり、河南実里、関根奈美、愛瀬美希、小松美柚羽、あず希、白咲ゆず、香苗レノン、結菜はるか、相澤ゆりな ほか　※AV OPEN 2017 素人部門2位
- 食ザー咀嚼レズバイキング!!（9月1日、エムズビデオグループ）共演:浅田結梨 ※AV OPEN 2017 マニア部門エントリー作品
- 夢の一夫多妻時間停止中出しSPECIAL 最強の能力を手に入れた男が8人の嫁と朝から晩までハーレム子作り性活（9月1日、本中）共演:椎名そら、跡美しゅり、宮崎あや、麻里梨夏、波多野結衣、蓮実クレア、姫川ゆうな　※AV OPEN 2017 企画部門2位
- 中年オンナの濃厚な媚薬べろキスと唾液レズテクでケダモノ化するJK（9月21日、ナチュラルハイ）共演:蓮実クレア　他出演:小谷みのり
- 孕ませ美少女8人4時間 オヤジの生チ○ポで種付け撮り8連発!（9月22日、S級素人）他出演:尾上若葉、湊莉久、涼海みさ、涼川絢音、紺野まこ、高梨めぐみ ほか
- マジックミラー号 女子大生限定! 海水浴場で見つけた初対面男女がミラー号混浴温泉初体験!! お互いの裸を見せ合い素股マッサージで我を忘れた2人は出会ったばっかりなのに生挿入真正中出しまでしてしまうのか!?（11月2日、SODクリエイト）※「えみ」名義　他出演:ゆみ、はるか、あや
- 孕ませバック痴漢 4 膣内の奥まで届く後背位中出しでイキ堕ちる女子高生 エリア拡大版（11月16日、ナチュラルハイ）他出演:佳苗るか、明海こう、栄川乃亜
- 【完全個人撮影】こんな透明感溢れる奇跡の美少女がまさかの衝撃白目変顔イキ！50分超え大作！（12月13日、トランプマン）※「那奈」名義

2018年
- 絶対に手を出してはいけない相手を夜這いしちゃった俺 10 SPECIAL（1月11日、アキノリ）他出演:星奈あい、南まゆ、橘メアリー、黒木いくみ、阿部乃みく
- 彼女ともっと仲良くなるじゃれあいラブラブSEX（1月13日、S-Cute）他出演:春原未来、咲乃柑菜、星空もあ、生田みく、香苗レノン、篠宮玲奈、枢木あおい
- 120%リアルガチ軟派伝説 vol.56 in千葉（1月19日、プレステージ）他出演:美咲まや、岸田歩美、大杜若羽 ほか
- よっ夜中に熱を出した妻が町医者の先生にざやくを挿れて頂きました…（2月13日、JET映像）
- 電流絶頂拷問研究所 女体発狂痙攣クラゲ メスモル-003:禁断の女淫悶辱失神!! 財閥令嬢の哀泣秘穴肛門炎上（2月25日、Baby Entertainment）
- 意識ぶっ飛び!! くすぐり昇天地獄 Part.2 凄まじきスパイラル・オーガズム（4月20日、エクスターシー・ワークス）他出演:成宮いろは、神楽アイネ、夏樹まりな、咲坂花恋、杏璃さや、麻生知香
- 撮影の合間にメイクルームでオナニーをこっそりスマホで自撮りするAV女優達 vol.1（6月6日、グローリークエスト）他出演:かなで自由、波多野結衣、桃瀬ゆり、推川ゆうり、松永さな、向井藍、月野ゆりあ、斉藤みゆ 他

### VR
- 超3DVR本物中出し 8人のオレ嫁たちに必死で子作りせがまれるハーレム中出しSEX（2017年8月1日、本中）共演:椎名そら、跡美しゅり、宮崎あや、麻里梨夏、波多野結衣、蓮実クレア、姫川ゆうな　※VR-1グランプリ（2017）エントリー作品
- 超リアル連続アナル生中出しSEX（2017年8月1日、エロタイム）共演:南梨央奈　※VR-1グランプリ（2017）2位

### イメージDVD
- TWO FACED NUDE 〜清楚そして下品に〜（2017年1月28日、Precious Beauty）

### Vシネマ
- ガールズ・ファーム 〜少女奴隷牧場〜（2017年2月3日、ニューセレクト） - 「まりあ」役（主演）